# Takuya Murayama
Takuya Murayama (村山 拓哉?, Murayama Takuya; Osaka, 8 agosto 1989) è un ex calciatore giapponese, di ruolo centrocampista.

## Palmarès

### Club

#### Competizioni nazionali
- Thai FA Cup: 1

Ratchaburi Mitr Phol: 2016